# Свръхзвукова скорост
Свръхзвукова скорост е придвижването на обект, по-бързо от скоростта на звука (Мах 1). За обекти, движещи се в сух въздух с температура 20 °C при морското равнище, тази скорост е приблизително 344 m/s (1235 km/h). Скорости, по-високи от пет пъти скоростта на звука (Мах 5), често се наричат хиперзвукови. Когато само някои части от обекта, като например краищата на роторни лопатки, достигат свръхзвукова скорост, тогава се говори за трансзвукова скорост. Това обикновено възниква между Мах 0,8 и Мах 1,2.
Звуците представляват механични вибрации и се пренасят в еластична среда под форма на вълни с периодично променящото се налягане. В газове, звукът се разпространява надлъжно с различна скорост, която зависи най-вече от молекулната маса и температурата на газа, докато налягането има слабо влияние. Тъй като температурата и съставът на въздуха се изменят значително с надморската височина, числата на Мах при самолетите могат да се променят независимо от постоянната скорост на самолета. Във вода при стайна температура, за свръхзвукова скорост може да се счита всяка скорост над 1440 m/s. В твърди тела, звуковите вълни могат да се поляризират надлъжно или напречно и могат да имат дори по-високи скорости.

## Свръхзвукови обекти
Смята се, че върхът на камшика за добитък е първият предмет, създаден от човека, който преминава звуковата бариера – плющенето от него е всъщност малък звуков удар. Вълновото движение, минаващо по камшика, е причината той да достига свръхзвукова скорост.
Повечето съвременни изтребители са свръхзвукови, но в миналото са съществували и свръхзвукови пасажерски самолети, в частност Конкорд и Ту-144. Тези самолети, както и повечето съвременни изтребители, са способни да достигат свръхзвукова крайцерска скорост – състояние на непрекъснат свръхзвуков полет без използване на форсаж. Поради способността си да пътува със свръхзвукова крайцерска скорост в продължение на няколко часа и относително голямата честота на полетите си, Конкорд прекарва значително повече време летейки свръхзвуково, отколкото всички останали самолети взети заедно. Последният полет на Конкорд се състои на 26 ноември 2003 г., с което се слага край на свръхзвуковите пасажерски полети. Някои големи бомбардировачи като Ту-160 и B-1 също могат да достигат свръхзвукова скорост.
Повечето куршуми от огнестрелни оръжия са свръхзвукови, като тези на пушките често летят със скорости, достигащи или дори надвишаващи Мах 3.
Повечето космически апарати, най-вече космическите совалки, са свръхзвукови, най-малкото по време на навлизане в земната атмосфера. По време на излитане, апаратите като цяло избягват свръхзвуковите скорости под 30 km височина, поради въздушното съпротивление.
Следва да се отбележи, че скоростта на звука намалява до известна степен с нарастване на височина, поради ниските температури (обикновено до 25 km), но при по-голяма височина температурата започва да се повишава, както и скоростта на звука.

## Свръхзвукови сухопътни превозни средства
Към днешна дата само едно сухопътно превозно средство официално е достигнало свръхзвукова скорост. Това е ThrustSSC, шофиран от Анди Грийн, който държи световния рекорд за най-голяма сухопътна скорост, след като достига 1228 km/h в пустинята Блек Рок, Невада, на 15 октомври 1997 г. Към 2019 г. има планове рекордът да се подобри, пак от Анди Грийн, но с Bloodhound SSC в Южна Африка.

## Свръхзвукови полети
Свръхзвуковата аеродинамика е по-проста от дозвуковата аеродинамика, тъй като въздушните слоеве в различните точки от равнината не си взаимодействат. Свръхзвуковите самолети и ракети се нуждаят от няколко пъти по-голям тласък, за да могат да преодолеят въздушното съпротивление в трансзвуковата област (Мах 0,8 – Мах 1,2). При тези скорости аеорокосмическата техника може лесно да насочва въздушния поток около фюзелажа на самолета, без да създава нови ударни вълни, но всяка промяна в напречното сечение по-нататък по самолета води до ударни вълни по тялото. Въпреки това на практика един свръхзвуков самолет трябва да може стабилно да лети както в дозвукови, така и в свръхзвукови условия, така че аеродинамичният дизайн е по-сложен.
Един от проблемите на поддържането на свръхзвуков полет е генерирането на топлина. При високи скорости възниква аеродинамично нагряване, така че самолетът трябва да бъде проектиран така, че да функционира при много високи температури. Дуралуминият, традиционната сплав за самолети, започва да губи здравината си и преминава в пластична деформация при относително ниски температури и следователно е неподходящ за продължителна употреба при скорости над Мах 2,2 – 2,4. Материали като титанът и неръждаемата стомана позволяват работа при много по-високи температури. Така например изработеният предимно от титан Lockheed SR-71 Blackbird може да лети продължително със скорост от Мах 3,1, достигайки температури в някои от частите си над 315 °C.
Друга проблемна област за поддържането на такъв полет е работата на двигателите. Реактивните двигатели създават тласък чрез увеличаване на температурата на въздуха, който поглъщат, а докато самолетът се ускорява, аеродинамичното триене и свиване загряват този въздух, преди той да достигне двигателите. Максимално допустимата температура на отработените газове се определя от материалите в турбината в задната част на двигателя, така че докато самолетът се ускорява, разликата в температурата на всмукване и на изпускане, която двигателят може да създаде, намалява, при което намалява и създавания тласък. Охлаждането на въздуха на турбината, за да се позволи работа при по-високи температури, е ключово решение, което продължава да се подобрява от 1950-те години до днес.
Всмукателният дизайн също е голям проблем. Обикновените реактивни двигатели могат да всмукват въздух само под скоростта на звука, така че в свръхзвуков режим въздухът трябва да бъде забавян. Рампи или конуси при всмукването се използват за създаване на ударни вълни, които забавят въздушния поток, преди да достигне двигателя. Това премахва енергия от въздушния поток, предизвиквайки съпротивление. За да се намали това съпротивление се използват множество малки ударни вълни с наклон, което е трудно, тъй като ъгълът, който сключват при всмукателя, се променя с числото на Мах. За да са ефективни при различни скорости, ударните вълни трябва да се настройват.
Самолет, способен да работи дълго време при свръхзвукови скорости, има потенциално по-голям обсег на полета в сравнение с подобен дизайн, работещ при дозвукова скорост. По-голямата част от съпротивлението, което самолетът среща, докато се ускорява до свръхзвукова скорост, възниква малко преди достигането ѝ, поради специфичните аеродинамични въздействия. Самолет, който успее да се ускори отвъд скоростта на звука, наблюдава значителен спад на съпротивлението и може да лети със свръхзвукова скорост с намален разход на гориво. Въпреки това аеродинамичното качество като цяло спада, довеждайки до по-малък обсег на полета, който компенсира предимството на намаления разход.
Ключът към малкото свръхзвуково съпротивление е правилната форма на самолета – дълга и тънка и максимално усъвършенствана. Поради тази причина повечето свръхзвукови самолети визуално си приличат – те са много дълги, имат тънък фюзелаж и големи триъгълни крила. И макар тази форма да не е особено подходяща за пасажерски самолети, тя може да се използва от бомбардировачи.

### История на свръхзвуковия полет
Авиационното инженерство през Втората световна война води до създаването на първата ракета и първия реактивен двигател. По време на войната се появяват няколко сведения относно преминаването на звуковата бариера. Все пак първият официално признат полет с хора, преминал скоростта на звука, се извършва на 14 октомври 1947 г. от експерименталния самолет с ракетен двигател Bell X-1, пилотиран от Чарлс Йейгър. Първият свръхзвуков самолет, произвеждан серийно, е канадският F-86 Canadair Sabre. С него през 1953 г. Жаклин Кокран става първата жена, преминала звуковата бариера. На 21 август 1961 г. самолет Douglas DC-8 преминава Мах 1 по време на контролирано експериментално пикиране. Това е единственият пасажерски самолет, преминал звуковата бариера, освен серийните Конкорд и Ту-144.

## Сравнение на режимите
| Режим                                                 | Число на Мах | km/h          | m/s         | Общи характеристики на апарата                                                      |
| ----------------------------------------------------- | ------------ | ------------- | ----------- | ----------------------------------------------------------------------------------- |
| Дозвукова скорост                                     | <1,0         | <1230         | <340        | Единственият диапазон на скорости за самолети с витла, прави или скосени крила.     |
| Трансзвукова скорост                                  | 0,8 – 1,2    | 980 – 1470    | 270 – 400   | Въздухопроводи и леко завихрени крила, компресивността на въздуха става забележима. |
| Свръхзвукова скорост                                  | 1,0 – 5,0    | 1230 – 6150   | 340 – 1710  | Остри ръбове на самолетите, опашни перки с управляеми стабилизатори.                |
| Хиперзвукова скорост                                  | 5,0 – 10,0   | 6150 – 12300  | 1710 – 3415 | Охладяем никел-титанов корпус, малки крила.                                         |
| Бърза хиперзвукова скорост                            | 10,0 – 25,0  | 12300 – 30740 | 3415 – 8465 | Силициеви плочи за топлинна защита, носещ корпус на апарата вместо крилата          |
| Навлизане в плътните слоеве на атмосферата от космоса | >25,0        | >30740        | >8465       | Аблационна защита, без крила, форма на капсула.                                     |